# Dominion della Nuova Zelanda
Il Dominion della Nuova Zelanda (Maori: Te Tominiana o Aotearoa, Inglese: Dominion of New Zealand) fu il successore della Colonia della Nuova Zelanda. Era una monarchia costituzionale con ampia autonomia all'interno dell'impero britannico.
La Nuova Zelanda divenne una colonia britannica nel 1841. La Nuova Zelanda scelse di non diventare parte dell'Australia e ricevette il titolo di Dominio della Nuova Zelanda il 26 settembre 1907. Poco meno di un milione di persone abitavano in Nuova Zelanda nel 1907. Le città più popolose erano Wellington e Auckland. La Nuova Zelanda divenne pienamente indipendente dopo lo Statuto di Westminster del 1931, approvato dal parlamento neozelandese nel 1947.

## Storia
I coloni britannici erano indecisi sul nome da dare alle nuove colonie autonome. Alcuni proponevano il titolo di "Stato dell'Impero", mentre altri, tra cui anche i ministri delle colonie autonome, preferivano il titolo di Dominion (come il Canada e la stessa Nuova Zelanda) oppure Commonwealth (come l'Australia). Alla fine le colonie ebbero la meglio sulla scelta del nome.
Secondo il Primo Ministro neozelandese Sir Joseph Ward il titolo di Dominion avrebbe "innalzato lo status della Nuova Zelanda" e non avrebbe avuto "altro effetto se non quello di fare del bene al Paese". Ward aveva anche ambizioni imperiali regionali. Secondo lui la Nuova Zelanda era "Il centro naturale per il governo del Sud Pacifico.
Nel 1907 la Nuova Zelanda ottenne lo status di Dominion. Secondo il Primo Ministro Ward questo elevamento di status avrebbe fatto capire al mondo che la Nuova Zelanda non era in alcun modo legata all'Australia. Questo status fu pesantemente criticato da Bill Massey, il leader dell'opposizione.
Il 26 settembre fu scelto come data per celebrare la nascita del Dominion. Il primo Dominion Day fu celebrato nel 1907. Secondo alcuni politici quello sarebbe stato come un 4 luglio per gli Stati Uniti.

### Cambiamenti territoriali del Dominion
Il 16 agosto 1923 la Dipendenza di Ross, in Antartide, divenne parte del Dominion neozelandese. Precedentemente faceva parte del Territorio antartico britannico. Anche le isole Cook e Niue entrarono a far parte del Dominion. Ancora oggi sono stati associati alla Nuova Zelanda.

### L'indipendenza
Nel 1945 la Nuova Zelanda entrò nell'ONU senza il nome Dominion. Nel 1947 divenne pienamente indipendente. Ciò nonostante il proclama reale del 1907 (quello che istitutiva il Dominion) non è mai stato abolito, e fino al 1972 il Museo Nazionale della Nuova Zelanda era chiamato Museo del Dominion. Attualmente l'unica traccia rimasta è il giornale The Dominion Post (precedentemente The Dominion).